# Мясоедов, Николай Александрович (архитектор)
Николай Александрович Мясоедов (1842—1881) — русский архитектор, гражданский инженер. Автор ряда жилых зданий в Санкт-Петербурге.

## Биография
В 1855 году поступил в Петербургское строительное училище, которое окончил в 1862 году с правом на чин X класса. Определён на службу в тверскую строительную и дорожную комиссию, но в том же году переведён в Главное управление путей сообщения. В 1867 году назначен сверхштатным техником строительного отделения петербургского губернского правления, а в 1868 году – младшим инженером того же правления. С 1873 года служил при петербургской городской управе и занимал должность городского архитектора. Агент-техник коммерческого страхового общества. В 1873 году возведён в звание архитектора. В 1879 году вышел в отставку по болезни. Надворный советник. Скончался в начале октября 1881 года в Ялте.

## Проекты и постройки
- Дом Троекурова (перестройка). 6-я линия, 13 (1868)[6];
- Доходный дом. Дегтярная улица, 18а (1872; надстроен)[2];
- Доходный дом. Рижский проспект, 25, правая часть (1874)[2];
- Особняк Л. Ю. Миллера. Набережная реки Пряжки, 11 (1874—1875; перестроен)[2];
- Доходный дом (надстройка). Улица Пестеля, 3 (1877; изменены фасады)[7];
- Доходный дом. Улица Радищева, 22, правая часть (1876—1878)[8];
- Доходный дом (перестройка). Фурштатская улица, 18 (1877—1878)[8].